# 俟匿伐
俟匿伐（?—?），柔然人。第十任可汗伏图子，第十三任可汗阿那瓌的哥哥。
520年，柔然政变，阿那瓌逃到北魏，俟力发婆罗门杀死发动政变的俟力发示发，自立为可汗。521年九月，柔然后主俟匿伐到北魏怀朔镇请求救兵，并且迎接阿那瓌。北魏护送阿那瓌回国，俟力发婆罗门被高车击败，逃到凉州。523年，阿那瓌部落大饥荒，入塞抄掠。柔然国的俟匿伐到北魏洛阳朝拜魏孝明帝。魏孝明帝临西堂，引见俟匿伐。